# سبع عرائس لسبعة إخوة (فلم)
سبع عرائس لسبعة إخوة (بالإنجليزية: Seven Brides for Seven Brothers) هو فيلم موسيقي تم إنتاجه في الولايات المتحدة وصدر في سنة 1954.

## بطولة
- جولي نيومار

### ترشيحات وجوائز
| السنة | الحدث  | الفئة               | النتيجة  |
| ----- | ------ | ------------------- | -------- |
|       | أوسكار | أفضل موسيقى تصويرية | فـــــوز |

## الميزانية والإيرادات
حقق أرباحا تقدر بـ 5.6 مليون دولار (est. / Canada rentals).

## وصلات خارجية
- سبع عرائس لسبعة إخوة على موقع IMDb (الإنجليزية)
- سبع عرائس لسبعة إخوة على موقع ميتاكريتيك (الإنجليزية)
- سبع عرائس لسبعة إخوة على موقع الموسوعة البريطانية (الإنجليزية)
- سبع عرائس لسبعة إخوة على موقع روتن توميتوز (الإنجليزية)
- سبع عرائس لسبعة إخوة على موقع قاعدة بيانات الأفلام العربية
- سبع عرائس لسبعة إخوة على موقع ألو سيني (الفرنسية)
- سبع عرائس لسبعة إخوة على موقع Turner Classic Movies (الإنجليزية)
- سبع عرائس لسبعة إخوة على موقع أول موفي (الإنجليزية)
- سبع عرائس لسبعة إخوة على موقع بوكس أوفيس موجو (الإنجليزية)
- سبع عرائس لسبعة إخوة على موقع فيلمافينيتي (الإسبانية)

1. ↑  مذكور في: رسم قوقل البياني المعرفي.
2. ↑  وصلة مرجع: http://www.imdb.com/title/tt0047472/. الوصول: 7 أبريل 2016.
3. 1 2 3 4  وصلة مرجع: http://www.cinemarx.ro/filme/Seven-Brides-for-Seven-Brothers-Sapte-mirese-pentru-sapte-frati-47638.html. الوصول: 7 أبريل 2016.
4. ↑  وصلة مرجع: http://www.allocine.fr/film/fichefilm_gen_cfilm=35955.html. الوصول: 7 أبريل 2016.